# Roddy Doyle
Roddy Doyle   (Dublín, 8 de maig de 1958) és un novel·lista, dramaturg i guionista irlandès. És autor d'onze novel·les per a adults, vuit llibres per a nens, set obres de teatre i guions, i desenes de contes. Diversos dels seus llibres s'han convertit en pel·lícules, començant amb The Commitments el 1991. L'obra de Doyle està ambientada principalment a Irlanda, especialment a la classe treballadora de Dublín, i destaca pel seu gran ús de diàlegs escrits en argot i dialecte irlandès anglès. Doyle va ser guardonat amb el Booker Prize el 1993 per la seva novel·la Paddy Clarke Ha Ha Ha.

## Biografia
Doyle va néixer a Dublín i va créixer a Kilbarrack, en una família de classe mitjana. La seva mare, Ita Bolger Doyle, era cosina germànica de l'escriptora de contes Maeve Brennan.
A més d'ensenyar, Doyle, juntament amb Seán Love, van establir un centre d'escriptura creativa, "Fighting Words", que es va obrir a Dublín el gener de 2009. Es va inspirar en una visita al projecte 826 València del seu amic Dave Eggers a San Francisco. També s'ha implicat en causes locals, inclosa la signatura d'una petició de suport a la periodista Suzanne Breen, que es va enfrontar a la presó per negar-se a revelar les seves fonts als tribunals, i unir-se a una protesta contra un intent de l'Ajuntament de Dublín de construir 9. barreres altes de peus que interferirien amb una de les seves opinions preferides.
El 1987 Doyle es va casar amb Belinda Moller, néta de l'antic president irlandès Erskine Childers. Tenen tres fills; Rory, Jack i Kate.
Doyle és ateu.

## Educació
Doyle va assistir al University College Dublin, on va estudiar anglès i geografia, i es va graduar amb una llicenciatura el 1979. Va completar el Diploma Superior en Educació (HDipEd) l'any 1980. Va passar diversos anys com a professor d'anglès i geografia abans de convertir-se en escriptor a temps complet el 1993.

## Obra
L'escriptura de Doyle està marcada per un gran ús del diàleg entre personatges, amb poca descripció o exposició. La seva obra està ambientada en gran part a Irlanda, centrada en la vida dels dublinses de la classe treballadora. Els temes van des de preocupacions domèstiques i personals fins a qüestions més grans de la història d'Irlanda. Les seves notes personals i llibres de treball resideixen a la Biblioteca Nacional d'Irlanda.

### Novel·les per a adults
Les tres primeres novel·les de Doyle, The Commitments (1987), The Snapper (1990) i The Van (1991) componen The Barrytown Trilogy, una trilogia centrada en la família Rabbitte. Les tres novel·les es van convertir en pel·lícules d'èxit.
The Commitments tracta d'un grup d'adolescents de Dublín, liderats per Jimmy Rabbitte Jr., que decideixen formar una banda de soul seguint la tradició de Wilson Pickett. La novel·la es va convertir en una pel·lícula l'any 1991. The Snapper, convertit en una pel·lícula el 1993, se centra en la germana de Jimmy, Sharon, que queda embarassada. Està decidida a tenir el fill, però es nega a revelar la identitat del pare a la seva família. A The Van, que va ser finalista per al Booker Prize 1991 i es va convertir en una pel·lícula el 1996, Jimmy Sr. és acomiadat, igual que el seu amic Bimbo; tots dos compren una furgoneta de peix i patates fregides usades i es posen en negoci per ells mateixos.
L'any 1993, Doyle va publicar Paddy Clarke Ha Ha Ha, guanyador del Premi Booker 1993, que mostrava el món tal com el descriu, l'entén i l'entén malament un dublinès de deu anys que viu el 1968.
La següent novel·la de Doyle tractava temes més foscos. The Woman Who Walked into Doors, publicada el 1996, és la història d'una dona maltractada, Paula Spencer, que va ser presentada a la seva sèrie de televisió de 1994 Family, i està narrada per ella. Malgrat el comportament cada cop més violent del seu marit, la Paula el defensa utilitzant l'excusa clàssica "Vaig entrar en una porta" per explicar les seves contusions. Deu anys més tard, la protagonista va tornar a Paula Spencer, publicada el 2006.
La trilogia més recent de novel·les per a adults de Doyle és la sèrie The Last Roundup, que segueix les aventures del protagonista Henry Smart durant diverses dècades. A Star Called Henry (publicat el 1999) és el primer llibre de la sèrie i explica la història de Henry Smart, un voluntari de l'IRA i lluitador de la Rebel·lió de Pasqua de 1916, des del seu naixement a Dublín fins a la seva edat adulta quan esdevé pare. Oh, juga aquesta cosa! (2004) continua la història de Henry a Amèrica de 1924, començant al Lower East Side de la ciutat de Nova York, on crida l'atenció dels mafiosos locals contractant nens per portar els seus sandvitxos. També va a Chicago on esdevé soci de negocis amb Louis Armstrong. El títol està extret d'una frase que es crida en una de les cançons d'Armstrong, "Dippermouth Blues". A la novel·la final de la trilogia, The Dead Republic (publicada el 2010), Henry col·labora a escriure el guió d'una pel·lícula de Hollywood. Torna a Irlanda i se li ofereix una feina com a conserge en una escola, quan les circumstàncies el porten a restablir el seu vincle amb l'IRA.
Doyle publica freqüentment diàlegs còmics breus a la seva pàgina de Facebook que es veuen implicats entre dos homes grans en un pub, sovint relacionats amb esdeveniments actuals a Irlanda (com el referèndum matrimonial de 2015) i més enllà. Aquests es van convertir en la novel·la Two Pints (2012). Altres treballs recents són The Guts (2013), que continua la història de la família Rabbitte de la trilogia de Barrytown, centrada en un Jimmy Rabbite de 48 anys i el seu diagnòstic de càncer d'intestí i Two More Pints (2014).

### Novel·les per a nens
Doyle també ha escrit moltes novel·les per a nens, inclosa la sèrie "Rover Adventures", que inclou The Giggler Treatment (2000), Rover Saves Christmas (2001) i The Meanwhile Adventures (2004).
Altres llibres infantils inclouen Wilderness (2007), Her Mother's Face (2008) i A Greyhound of a Girl (2011).

### Obres de teatre, guions, contes i no-ficció
Doyle també és un dramaturg prolífic, que compon quatre obres de teatre i dos guions. Les seves obres amb la companyia Passion Machine Theatre inclouen Brownbread (1987) i War (1989), dirigida per Paul Mercier amb l'escenografia i el vestuari d'Anne Gately. Les obres posteriors inclouen The Woman Who Walked into Doors (2003); i una reescriptura de The Playboy of the Western World (2007) amb Bisi Adigun. Aquesta darrera obra va ser objecte d'un litigi sobre drets d'autor que va acabar amb l'acord de l'Abbey Theatre de pagar a Adigun 600.000 euros.
Els guions inclouen el guió de televisió de Family (1994), que va ser una sèrie de la BBC / RTÉ i el precursor de la novel·la de 1996 The Woman Who Walked into Doors. Doyle també va ser autor de When Brendan Met Trudy (2000), que és un romanç sobre un mestre d'escola tímid (Brendan) i un lladre d'esperit lliure (Trudy).
Doyle ha escrit molts contes, alguns dels quals s'han publicat a The New Yorker; també s'han recopilat en dues col·leccions. Els deportats i altres contes es va publicar l'any 2007, mentre que la col·lecció Taurina es va publicar l'any 2011. La història de Doyle "New Boy" va ser adaptada a un curtmetratge nominat a l'Oscar l'any 2008 dirigit per Steph Green.
Rory and Ita (2002) és una obra de no ficció sobre els pares de Doyle, basada en entrevistes amb ells.
The Commitments va ser adaptat per Doyle per a un musical que va començar al West End el 2013.
Two Pints (2017) va ser produït pel teatre Abbey inicialment en pubs i més tard al mateix teatre.
El 2018, el Gate Theatre va encarregar a Doyle que escrivís una adaptació escènica de The Snapper. L'espectacle va ser dirigit per Róisín McBrinn i va ser reviscut el 2019.

## Premis i honors
- Fellow de la Royal Society of Literature[24]
- Llista de finalistes del Booker Prize 1991 per a The Van
- 1991 Premi BAFTA (Millor guió adaptat) per The Commitments
- 1993 Booker Prize per Paddy Clarke Ha Ha Ha
- Premi Irish PEL 2009[25]
- Premi literari francès 2011 ("Prix Littéraire des Jeunes Européens") per The Snapper
- 2013 Bord Gáis Energy Irish Book Awards (Novel·la de l'any) per The Guts[26]
- 2015 Doctor Honoris Causa en Dret (LLD) per la Universitat de Dundee[27]
- Premis literaris Dalkey 2021, llista final[28]

## En la cultura popular
A la sèrie de televisió Father Ted, l'ús sobtat inusual del personatge Father Dougal Maguire de blasfemies (lleus). Roddy Doyle torna a «fer llibres».

## Obres

### Novel·les
- Smile (2017)
- Charlie Savage (2019)
- Love (2020)

La pentalogia de Barrytown
- The Commitments (1987, pel·lícula de 1991)
- The Snapper (pel·lícula de 1990, 1993)
- La furgoneta (1991); pel·lícula de 1996)
- Paddy Clarke Ha Ha Ha (1993)
- The Guts (2013)

Novel·les de Paula Spencer
- The Woman Who Walked into Doors (1996)
- Paula Spencer (2006)

The Last Roundup
- A Star Called Henry (1999)
- Oh, Play That Thing! (2004)
- The Dead Republic (2010)

### Ficció curta
Col·leccions
- The Deportees and Other Stories, setembre 2007.
- Bullfighting, Abril 2011.
- Life Without Children: Stories (2021)

Històries
- "The Slave" (2000)
- "Teaching" (2007)
- "The Dog" (2007)
- "Bullfighting" (2008)
- "The Child" (2004)
- "Sleep" (2008).
- "The Bandstand" (2009)[30]
- "Brilliant" (2011)[31]
- Not Just for Christmas (1999) (part de la sèrie Open Door de novel·les per a l'alfabetització d'adults)
- Mad Weekend (2006) (part de la sèrie Open Door)
- Two Pints (2012)
- Two More Pints (2014)
- Two for the Road (2019)
- Dead Man Talking (2015) (part de la Iniciativa de lectura ràpida)

### Reproduccions
- Brownbread (1987)
- War (1989)
- Guess Who's Coming for the Dinner? (2001)
- The Woman Who Walked into Doors (2003)
- Reescriptura de The Playboy of the Western World (2007) amb Bisi Adigun
- Two Pints (2017)
- The Snapper (2018)

### Guions
- The Commitments (1991)
- The Snapper (1993)
- Family (1994)
- The Van (1996)
- When Brendan Met Trudy (2000)
- New Boy (2008)
- Rosie (2018)

### Llibres infantils
- Wilderness (2007)
- Her Mother's Face (2008)
- A Greyhound of a Girl (2011)
- Brilliant

La sèrie "Rover Adventures".
- The Giggler Treatment (2000)
- Rover salva el Nadal (2001)
- Les aventures Meanwhile (2004)
- Rover and the Big Fat Baby (2016)

### No ficció
- Rory i Ita (2002) - sobre els pares de Doyle
- The Second Half (2014) - memòries de Roy Keane[32]